# الحفاير (عفيف)
مركز الحفاير هو مركزٌ إداري تابعٌ لمحافظة عفيف في منطقة الرياض ، يقع المركز غرب مدينة عفيف بمسافة نحو (60) كم. 